# Правовійна
Правовійна́ (англ. lawfare) — це форма війни, що полягає у використанні існуючої правової системи, насамперед міжнародного права проти ворога, наприклад, шляхом делегітимізації його дій або, навпаки, легітимізації своїх дій, зв'язування часу та ресурсів супротивника, перемоги в піарі.
Термін утворено об'єднанням слів право та війна.
Можливо, перше використання терміна правовійна було в рукописі 1975 р. «Whither Goeth the Law», в якому стверджувалось, що західна правова система стала надто спірною й утилітарною в порівнянні з більш гуманітарною континентальна правовою системою. 
Проте, в 2001 році цей термін більш розгорнуто вжив в своєму ессе Чарльз Данлеп, американський генерал-майор у відставці, викладач міжнародного права в Дюкському університеті, що в Північній Кароліні. В ньому Данлеп надає темріну правовійна наступне визначення «використання права як зброї війни» („the use of law as a weapon of war“). Пізніше він розширив визначення «експлуатацією реальних, сприйнятих або навіть організованих випадків порушень закону про війну, які використовуються як нетрадиційний засіб для протистояння переважаючий військовій силі».
В правовійні може застосовуватись внутрішнє законодавство проти посадовців, але останнім часом, із поширенням універсальної юрисдикції, відзначається розширення згубної практики застосування правових норм для переслідування посадових осіб інших країн.